# Свобода (Петриковский район)
Свобода (бел. Свабода) — деревня в Петриковском сельсовете Петриковского района Гомельской области Беларуси.
На юге граничит с лесом.

## География

### Расположение
В 12 км на северо-запад от Петрикова, 6 км от железнодорожной станции Копцевичи (на линии Лунинец — Калинковичи), 180 км от Гомеля.

## Транспортная сеть
На севере проходит железная дорога. Транспортные связи по просёлочной, затем автомобильной дороге Лунинец — Калинковичи. Планировка состоит из прямолинейной улицы, ориентированной с юго-востока на северо-запад, к которой с востока присоединяется короткая прямолинейная улица с широтной ориентацией. Застройка деревянная, неплотная, усадебного типа.

## История
Основана в начале 1920-х годов на бывших помещичьих землях переселенцами из соседних деревень. В 1931 году организован колхоз. 15 жителей погибли на фронтах Великой Отечественной войны. В составе совхоза «Петриковский» (центр — город Петриков).

## Население

### Численность
- 2004 год — 26 хозяйств, 50 жителей.

### Динамика
- 2004 год — 26 хозяйств, 50 жителей.